# Brachyolene nigrescens
Brachyolene nigrescens es una especie de escarabajo de la familia Cerambycidae. Fue descrita por Stephan von Breuning en 1977. Se encuentra en Camerún.